# Beggendorf
Beggendorf ist ein Stadtteil von Baesweiler in der Städteregion Aachen in Nordrhein-Westfalen. Ortsvorsteher ist Ferdinand Reinartz.

## Geschichte

### Ortsgeschichte
Zahlreiche Funde von Ziegeln, Scherben und anderen Gegenständen aus römischer Zeit lassen darauf schließen, dass sich in der Nähe des Dorfes mindestens zwei römische Gutshöfe befanden.
Beggendorf lag an einer der römischen Nebenstraßen, welche das fruchtbare Gebiet der Jülicher Börde erschlossen. Diese führte von Eschweiler über Baesweiler und Geilenkirchen weiter Richtung Roermond.
952 wird Beggendorf als „Villa Begina“ bei einer Schenkung von Gütern durch Erzbischof Bruno von Köln an das Cäcilienstift in Köln erstmals urkundlich erwähnt.
Im Liber valoris, einem Verzeichnis vom Beginn des 14. Jahrhunderts, wird die Pfarrkirche St. Pankratius erwähnt. Um 1500 bestand Beggendorf aus fünf großen Höfen und einer unbekannten Zahl von Nebengebäuden.
Mit der französischen Besetzung des Rheinlands 1794 endete die Abgabepflicht an das Kölner Cäcilienstift. Da die alte Kirche stark baufällig war, wurde 1861–62 die neue Pfarrkirche errichtet. Dabei handelt es sich um eine der zahllosen neugotischen Backsteinkirchen des Rheinlands. Architekt war der königliche Landbaumeister Kruse. Nach starken Beschädigungen im Zweiten Weltkrieg musste die Kirche umfassend repariert werden. Unter anderem wurde dabei auch der Turmhelm neu gestaltet. 1952 wurde die bis dahin selbstständige Gemeinde Beggendorf nach Baesweiler eingemeindet.

### Wappen

Wappen der ehemaligen Gemeinde Beggendorf

Blasonierung: „In Silber (Weiß) drei rote Schragenkreuze im Verhältnis 2:1.“

## Verkehr
Die nächste Autobahnanschlussstelle ist Alsdorf an der Bundesautobahn 44 sowie Eschweiler-West an der Bundesautobahn 4.
Die nächsten DB-Bahnhöfe sind „Übach-Palenberg“ und „Geilenkirchen“ an der Strecke Aachen–Mönchengladbach sowie „Eschweiler Hbf“ an der Strecke Aachen–Köln. Der nächste Euregiobahn-Haltepunkt ist „Herzogenrath-August-Schmidt-Platz“.
Die AVV-Buslinie 71 der ASEAG verbindet Beggendorf mit Baesweiler-Mitte, Setterich, Geilenkirchen und Aldenhoven. Zudem wird Beggendorf von der Linie 289 angefahren. Sie wird von Rurtalbus betrieben. Hierbei handelt es sich um eine Schulbuslinie.
| Linie | Verlauf                                                                                                 |
| ----- | --- |
| 71    | Geilenkirchen Bf – Waurichen – Beggendorf – Baesweiler – Setterich – Siersdorf – Schleiden – Aldenhoven |
| 289   | (Verstärkerfahrten) Linnich – Gesamtschule Übach-Palenberg                                              |

## Infrastruktur
- Sportplatz
- Ein Spielplatz
- mehrere Geschäfte und Gaststätten
- Feuerwehrhaus der Freiwilligen Feuerwehr
- Vereinsheim
- die „BHB“, Bürger Halle Beggendorf

## Bildung
- Katholische Grundschule Beggendorf
- Ein Kindergarten (2 Gruppen) in Trägerschaft des Kreises Aachen

## Vereine
- Dorfwerkstatt Beggendorf – hier leb’ ich gern! e. V.
- Beggendorfer Bit-Freunde
- Blasorchester Beggendorf
- Freunde, Förderer und Ehemalige der KJG St. Pankratius Beggendorf e. V.
- KG Rot-Weiße Funken Beggendorf e. V.
- Katholische Arbeitnehmerbewegung St. Pankratius Beggendorf
- Katholische Frauengemeinschaft Beggendorf
- KJG St. Pankratius Beggendorf
- Kirchenchor St. Cäcilia Beggendorf
- Reitsportgemeinschaft Beggendorfer Hof e. V.
- St. Hubertus Schützenbruderschaft Beggendorf e. V.
- SV Fortuna 1919 Beggendorf (mit stark wachsender Jugendabteilung im Jungen- und Mädchenfußball)
- Trommler- und Pfeiferkorps e. V. 1929 Beggendorf
- Tupp-Club 76